# 26955 Lie
26955 Lie è un asteroide della fascia principale. Scoperto nel 1997, presenta un'orbita caratterizzata da un semiasse maggiore pari a 2,2993287 UA e da un'eccentricità di 0,0939514, inclinata di 23,64505° rispetto all'eclittica.